# Lista państw Australii i Oceanii
Lista państw Australii i Oceanii – lista państw i terytoriów zależnych Australii oraz Oceanii (Melanezji, Mikronezji i Polinezji).
Na terenie Australii i Oceanii znajduje się 14 państw oraz 21 terytoriów zależnych m.in. Australii, Nowej Zelandii i Francji, Stanów Zjednoczonych. Największym i najbardziej zaludnionym państwem Australii i Oceanii jest Australia (7 741 220 km² i 26 141 369 mieszkańców), a najmniejszym i najmniej zaludnionym – Nauru (21 km² i 9815 mieszkańców). Ponadto w Australii i Oceanii znajdują się integralne części państw, których zdecydowana większość terytorium leży na innych kontynentach i tradycyjnie są one uznawane za kraje azjatyckie i amerykańskie – Chile (Wyspa Wielkanocna i Sala y Gómez), Indonezji (sześć prowincji w zachodniej części wyspy Nowej Gwinei), Japonii (wyspy Ogasawara) oraz Stanów Zjednoczonych (Hawaje).

## Lista państw
| Flaga | Godło | Nazwa państwa                                                                                       | Stolica      | Pełna nazwa państwa | Język urzędowy                         | Powierzchnia  | Liczba ludności | Waluta                            | Głowa państwa                 |
| ----- | ----- | --------------------------------------------------------------------------------------------------- | ------------ | --- | -------------------------------------- | ------------- | --------------- | --------------------------------- | ----------------------------- |
|       |       | Australia                                                                                           | Canberra     | Związek Australijski Commonwealth of Australia | angielski                              | 7 741 220 km² | 26 141 369      | dolar australijski                | król Karol III                |
|       |       | Fidżi Fiji (angielski) Viti (fidżyjski) फ़िजी (hindi fidżyjskie)                                       | Suva         | Republika Fidżi Republic of Fiji (angielski) Matanitu Tugalala o Viti (fidżyjski) फ़िजी गणराज्य (hindi fidżyjskie)                                                                              | angielski, fidżyjski, hindi fidżyjskie | 18 274 km²    | 943 737         | dolar Fidżi                       | prezydent Naiqama Lalabalavu  |
|       |       | Kiribati (angielski) Kiribati (kiribati)                                                            | Bairiki      | Republika Kiribati Republic of Kiribati (angielski) Ribaberikin Kiribati (kiribati) | angielski, kiribati                    | 811 km²       | 114 189         | dolar australijski dolar kiribati | prezydent Taneti Maamau       |
|       |       | Mikronezja Micronesia                                                                               | Palikir      | Sfederowane Stany Mikronezji Federated States of Micronesia | angielski                              | 702 km²       | 101 009         | dolar amerykański                 | prezydent Wesley Simina       |
|       |       | Nauru (angielski) Naoero (nauruański)                                                               | Yaren        | Republika Nauru Republic of Nauru (angielski) Republik Naoero (nauruański) | angielski, nauruański                  | 21 km²        | 9811            | dolar australijski                | prezydent David Adeang        |
|       |       | Nowa Zelandia New Zealand (angielski) Aotearoa (maoryski)                                           | Wellington   | Nowa Zelandia New Zealand (angielski) Aotearoa (maoryski) | angielski, maoryski                    | 268 838 km²   | 5 053 004       | dolar nowozelandzki               | król Karol III                |
|       |       | Palau (angielski) Belau (palau)                                                                     | Ngerulmud    | Republika Palau Republic of Palau (angielski) Beluu er a Belau (palau) | angielski, palau                       | 459 km²       | 21 695          | dolar amerykański                 | prezydent Surangel Whipps Jr. |
|       |       | Papua-Nowa Gwinea Papua New Guinea (angielski) Papua Niu Gini (hiri motu) Papua Niugini (tok pisin) | Port Moresby | Niezależne Państwo Papui-Nowej Gwinei Independent State of Papua New Guinea (angielski) Independen Stet bilong Papua Niu Gini (hiri motu) Independen Stet bilong Papua Niugini (tok pisin) | angielski, hiri motu, tok pisin        | 462 840 km²   | 9 593 498       | kina                              | król Karol III                |
|       |       | Samoa (angielski) Samoa (samoański)                                                                 | Apia         | Niezależne Państwo Samoa Independent State of Samoa (angielski) Malo Saʻoloto Tutoʻatasi o Samoa (samoański)                                                                               | angielski, samoański                   | 2831 km²      | 206 179         | tala                              | O le Ao o le Malo Sualavi II  |
|       |       | Tonga (angielski) Tonga (tonga)                                                                     | Nukuʻalofa   | Królestwo Tonga Kingdom of Tonga (angielski) Puleʻanga Tonga (tonga) | angielski, tonga                       | 747 km²       | 105 517         | paʻanga                           | król Tupou VI                 |
|       |       | Tuvalu (angielski) Tuvalu (tuvalu)                                                                  | Vaiaku       | Tuvalu (angielski) Tuvalu (tuvalu) | angielski, tuvalu                      | 26 km²        | 11 544          | dolar australijski                | król Karol III                |
|       |       | Vanuatu (angielski) Vanuatu (bislama) Vanuatu (francuski)                                           | Port Vila    | Republika Vanuatu Republic of Vanuatu (angielski) Ripablik blong Vanuatu (bislama) République de Vanuatu (francuski)                                                                       | angielski, bislama, francuski          | 12 189 km²    | 308 043         | vatu                              | prezydent Nikenike Vurobaravu |
|       |       | Wyspy Marshalla Marshall Islands (angielski) Aelōñ in Ṃajeḷ (marszalski)                            | Delap        | Republika Wysp Marshalla Republic of the Marshall Islands (angielski) Aolepān Aorōkin M̧ajeļ (marszalski)                                                                                   | angielski, marszalski                  | 181 km²       | 79 906          | dolar amerykański                 | prezydent Hilda Heine         |
|       |       | Wyspy Salomona Solomon Islands                                                                      | Honiara      | Wyspy Salomona Solomon Islands | angielski                              | 28 896 km²    | 702 694         | dolar Wysp Salomona               | król Karol III                |

## Lista państw położonych częściowo w Oceanii
| Flaga | Godło | Nazwa państwa                   | Stolica    | Pełna nazwa państwa                                | Język urzędowy | Powierzchnia  | Liczba ludności | Waluta             | Głowa państwa              |
| ----- | ----- | ------------------------------- | ---------- | -------------------------------------------------- | -------------- | ------------- | --------------- | ------------------ | -------------------------- |
|       |       | Chile                           | Santiago   | Republika Chile República de Chile                 | hiszpański     | 756 102 km²   | 18 430 408      | peso chilijskie    | prezydent Gabriel Boric    |
|       |       | Indonezja Indonesia             | Dżakarta   | Republika Indonezji Republik Indonesia             | indonezyjski   | 1 904 569 km² | 277 329 163     | rupia indonezyjska | prezydent Prabowo Subianto |
|       |       | Japonia 日本                    | Tokio      | Japonia 日本国                                     | japoński       | 377 915 km²   | 124 214 766     | jen                | cesarz Naruhito            |
|       |       | Stany Zjednoczone United States | Waszyngton | Stany Zjednoczone Ameryki United States of America | angielski      | 9 833 517 km² | 337 341 954     | dolar amerykański  | prezydent Donald Trump     |

## Lista terytoriów zależnych
| Flaga | Godło | Nazwa terytorium | Stolica      | Państwo           | Status terytorium                            | Język urzędowy                  | Powierzchnia | Liczba ludności | Waluta              |
| ----- | ----- | --- | ------------ | ----------------- | -------------------------------------------- | ------------------------------- | ------------ | --------------- | ------------------- |
|       |       | Baker Baker Island | –            | Stany Zjednoczone | nieinkorporowane terytorium niezorganizowane | angielski                       | 2,1 km²      | 0               | dolar amerykański   |
|       |       | Guam (angielski) Guåhan (czamorro) | Hagåtña      | Stany Zjednoczone | nieinkorporowane terytorium zorganizowane    | angielski, czamorro             | 544 km²      | 169 086         | dolar amerykański   |
|       |       | Howland Howland Island | –            | Stany Zjednoczone | nieinkorporowane terytorium niezorganizowane | angielski                       | 2,6 km²      | 0               | dolar amerykański   |
|       |       | Jarvis Jarvis Island | –            | Stany Zjednoczone | nieinkorporowane terytorium niezorganizowane | angielski                       | 5 km²        | 0               | dolar amerykański   |
|       |       | Johnston Johnston Atoll | –            | Stany Zjednoczone | nieinkorporowane terytorium niezorganizowane | angielski                       | 2,6 km²      | 0               | dolar amerykański   |
|       |       | Kingman Kingman Reef | –            | Stany Zjednoczone | nieinkorporowane terytorium niezorganizowane | angielski                       | 0,01 km²     | 0               | dolar amerykański   |
|       |       | Mariany Północne Northern Mariana Islands (angielski) Sangkattan na Islas Marianas (czamorro) Téél Falúw kka Efáng llól Marianas (karoliński) | Capitol Hill | Stany Zjednoczone | nieinkorporowane terytorium stowarzyszone    | angielski, czamorro, karoliński | 464 km²      | 51 475          | dolar amerykański   |
|       |       | Midway Midway Islands | –            | Stany Zjednoczone | nieinkorporowane terytorium niezorganizowane | angielski                       | 6,2 km²      | 40              | dolar amerykański   |
|       |       | Niue (angielski) Niuē (niue) | Alofi        | Nowa Zelandia     | samorządne terytorium stowarzyszone          | angielski, niue                 | 260 km²      | 2000            | dolar nowozelandzki |
|       |       | Norfolk Norfolk Island (angielski) Norf’k Ailen (norfuk)                                                                                      | Kingston     | Australia         | terytorium zewnętrzne                        | angielski, norfuk               | 36 km²       | 1748            | dolar australijski  |
|       |       | Nowa Kaledonia Nouvelle-Calédonie | Numea        | Francja           | wspólnota sui generis                        | francuski                       | 18 575 km²   | 297 160         | frank CFP           |
|       |       | Palmyra Palmyra Atoll | –            | Stany Zjednoczone | inkorporowane terytorium niezorganizowane    | angielski                       | 12 km²       | 0               | dolar amerykański   |
|       |       | Pitcairn Pitcairn Islands | Adamstown    | Wielka Brytania   | terytorium zamorskie                         | angielski                       | 47 km²       | 50              | dolar nowozelandzki |
|       |       | Polinezja Francuska Polynésie française | Papeete      | Francja           | wspólnota zamorska                           | francuski                       | 4167 km²     | 299 356         | frank CFP           |
|       |       | Samoa Amerykańskie American Samoa (angielski) Amerika Samoa (samoański)                                                                       | Pago Pago    | Stany Zjednoczone | nieinkorporowane terytorium niezorganizowane | angielski, samoański            | 224 km²      | 45 443          | dolar amerykański   |
|       |       | Tokelau (angielski) Tokelau (tokelau) | –            | Nowa Zelandia     | terytorium zależne                           | angielski, tokelau              | 12 km²       | 1647            | dolar nowozelandzki |
|       |       | Wake Wake Island | –            | Stany Zjednoczone | nieinkorporowane terytorium niezorganizowane | angielski                       | 7 km²        | 0               | dolar amerykański   |
|       |       | Wallis i Futuna Wallis-et-Futuna | Mata Utu     | Francja           | wspólnota zamorska                           | francuski                       | 142 km²      | 15 891          | frank CFP           |
|       |       | Wyspy Ashmore i Cartiera Ashmore and Cartier Islands                                                                                          | –            | Australia         | terytorium zewnętrzne                        | angielski                       | 5 km²        | 0               | dolar australijski  |
|       |       | Wyspy Cooka Cook Islands (angielski) Kuki Airani (rarotonga)                                                                                  | Avarua       | Nowa Zelandia     | samorządne terytorium stowarzyszone          | angielski, rarotonga            | 236 km²      | 8128            | dolar nowozelandzki |
|       |       | Wyspy Morza Koralowego Coral Sea Islands | –            | Australia         | terytorium zewnętrzne                        | angielski                       | 3 km²        | 0               | dolar australijski  |